# Dag Otto Lauritzen
Dag Otto Lauritzen (født 12. september 1956 i Grimstad) er en tidligere norsk professionel cykelrytter.
Ved OL 1984 vandt han bronze i landevejsløbet.
Han har deltaget i Tour de France otte gange og opnåede sit bedste resultat i 1987, da han på Bastille-dagen vandt en bjergetape.
Som amatør blev han norsk mester to gange og vandt også det nordiske mesterskab to gange, nemlig i 1983 og 1984.